# Улица Лермонтова (Киев, Деснянский район)
Улица Лермонтова (укр. Вулиця Лермонтова) — улица в Деснянском районе города Киева, поселок Троещина. Пролегает от Деснянской улицы до улицы Шевченко.
Приобщаются улицы Кутузова, Тургенева и Радосинская.

## История
Возникла в 1-й половине XX века. Названа в 1965 году в честь русского поэта М. Ю. Лермонтова (1814—1841).